# Korać-Cup
Der Korać-Cup war ein Europapokalwettbewerb im Basketball für Herrenmannschaften, der von der FIBA Europa veranstaltet und von 1972 bis 2002 ausgespielt wurde.
Der Wettbewerb war hierarchisch hinter dem FIBA Europapokal der Landesmeister sowie dem FIBA Europapokal der Pokalsieger einzuordnen.
Rekordsieger des Wettbewerbs ist mit vier Titelgewinnen Pallacanestro Cantù, gefolgt von KK Partizan Belgrad und Limoges CSP mit je drei Titeln. Der größte Erfolg einer deutschen Mannschaft war der Sieg des Wettbewerbs von Alba Berlin in der Saison 1994/95.
Benannt wurde der Wettbewerb nach dem jugoslawischen Basketballspieler Radivoje Korać.

## Geschichte

### 1972–1975: Anfänge mit Cantùs Dreifachsieg

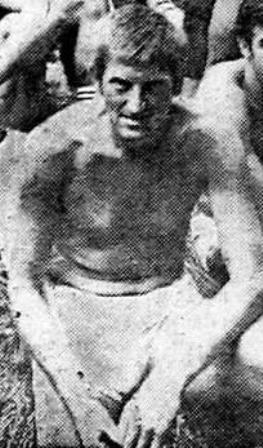
Radivoj Korać

Der Korać-Cup wurde 1972 erstmals von der FIBA Europa ausgetragen. Nach dem FIBA Europapokal der Landesmeister, der bereits 1958 zum ersten Mal ausgespielt wurde, sowie dem FIBA Europapokal der Pokalsieger, der in der Saison 1966/67 Premiere feierte, war es der dritte europäische Wettbewerb für Vereinsmannschaften der Herren.
Die Idee der FIBA war es einen Europapokal einzuführen an dem auch Mannschaften teilnehmen können, die sich nicht für den Europapokal der Landesmeister, bzw. den Europapokal der Pokalsieger qualifizieren konnten. Mit der Entscheidung diesen Wettbewerb Korać-Cup zu nennen, ehrte die FIBA den jugoslawischen Basketballspieler Radivoje Korać, der 1969 im Alter von 30 Jahren bei einem Autounfall ums Leben kam.
Der Wettbewerb etablierte sich schnell als dritte Kraft der europäischen Wettbewerbe und wurde in den ersten Jahren von jugoslawischen, bzw. italienischen Teams dominiert. Während die erste Austragung 1972 von KK Lokomotiva Zagreb gewonnen wurde, sicherte sich in den drei Spielzeiten danach (1973, 1973/74 und 1974/75) jeweils Birra Forst Cantù den Titel.
Das Turnier wurde dabei zunächst nur mit wenigen Klubs und Spielen ausgetragen, ehe die Anzahl von Teilnehmern und Spielen mit der Zeit stark anwuchs. Nachdem das Finale zunächst mit Hin- und Rückspiel ausgetragen wurde, wurde es von nun an in einem Spiel ausgetragen.

### 1975–1981: Jugoslawen und Italiener dominieren
In den Spielzeiten 1975/76 und 1976/77 sowie 1977/78 und 1978/79 konnten die jugoslawischen Mannschaften Jugoplastika Split bzw. KK Partizan Belgrad jeweils zwei Titelgewinne in Folge erreichen, ehe sich 1979/80 AMG Sebastiani Rieti in die Siegerliste eintrug. In den Endspielen von 1975 bis 1980 waren nur jugoslawische und italienische Klubs vertreten. Partizan Belgrad blieb in der Titelsaison 1978/79 ungeschlagen und gewann alle neun Spiele, was in der Geschichte des Korać-Cup sonst nur noch Simac Milano gelang.
Sowohl Split (u. a. mit Željko Jerkov), als auch Partizan Belgrad (u. a. mit Dražen Dalipagić und Dragan Kićanović) profitierten dabei von einer „goldenen Generation“ von Basketballern, die mit der Jugoslawischen Nationalmannschaft zwischen 1973 und 1977 dreimal Europameister, 1978 Weltmeister und 1976 Silber bei den Olympischen Spielen gewannen.
In der Saison 1980/81 konnten die Spanier von Joventut de Badalona die Dominanz brechen und durch einen knappen Finalsieg nach Verlängerung gegen Carrera Venezia Mestre als erste Mannschaft, die nicht aus Jugoslawien oder Italien kam, den Titel erringen. Bester Scorer im Finale war der spätere NBA-Sieger Spencer Haywood.

### 1981–1988: Limogeser Doppeltriumph, Real und Barça siegreich

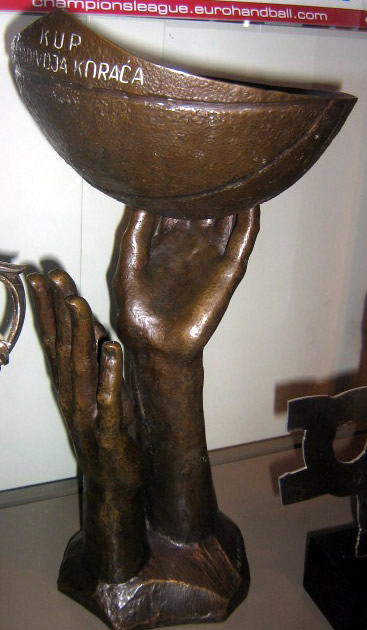
Trophäe des Korać-Cup

Angeführt vom zweifachen Final-Topscorer Ed Murphy konnte sich 1981/82 und 1982/83 mit Limoges CSP erstmals eine französische Mannschaft in die Siegerliste eintragen. In beiden Spielzweiten besiegte Limoges jeweils die Jugoslawen von KK Šibenka Šibenik. In der Saison 1983/84 war erneut ein französischer Verein siegreich, nämlich Élan Béarnais Orthez. Das 97:73 im Finale gegen KK Roter Stern Belgrad war dabei einer der deutlichsten Endspielsiege im Korać-Cup.
1985 und 1986 und kam es jeweils zu rein italienischen Endspielen. Simac Milano setzte sich dabei 1984/85 im Finale gegen Ciaocrem Pallacanestro Varese durch. In der Spielzeit wiederholte Simac das vor sieben Jahren von Partizan Belgrad aufgeführte Kunststück den Korać-Cup ungeschlagen mit neun Siegen zu gewinnen. In der Saison 1985/86 gewann Banco di Roma Virtus den Titel durch einen Endspielsieg gegen Mobilgirgi Juventus Caserta. Die Finalpaarung wurde ab dieser Saison wieder mit Hin- und Rückspiel ausgetragen.
In den beiden Jahren danach konnten zwei der größten Klubs Europas den Korać-Cup gewinnen. In der Saison 1986/87 war dies der FC Barcelona, der im Finale den Doppelsieger von 1982 und 1983 Limoges CSP mit zwei deutlichen Siegen bezwingen konnte. 1987/88 sicherte sich dann Real Madrid den Titel. Der Rekord-Europapokalsieger setzte sich im Endspiel gegen KK Cibona Zagreb durch.

### 1988–1994: Italienische Serie, PAOK krönt sich
In der Spielzeit 1988/89 gewann KK Partizan Belgrad zum dritten Mal den Titel. Gegen den bis dahin ebenfalls dreimal siegreichen Klub Wiwa Vismara Cantù drehten die Belgrader einen Rückstand von 13 Punkten aus dem Hinspiel, wobei der entscheidende Spieler Vlade Divac war. Der spätere Weltmeister und NBA Allstar erzielte im Rückspiel 30 Punkte.
Zum zweiten Mal in die Liste der Titelgewinner trug sich im Jahr darauf der spanische Vertreter Joventut de Badalona ein, welcher sich im Finale in zwei knappen Spielen gegen Scavolini Victoria Libertas durchsetzte. Durch einen ebenfalls knappen Finalsieg gegen Real Madrid konnte sich in der Saison 1990/91 die Mannschaft von Shampoo Clear Cantù den insgesamt vierten Titel im Korać-Cup sichern, womit sie Rekordsieger des Wettbewerbs sind.
In den beiden Jahren danach gab es erneut zwei rein italienische Endspiele. 1991/92 bezwang Messaggero Roma im Finale Victoria Libertas Pesaro und 1992/93 konnte sich Philips Olimpia Milano gegen Pallacanestro Virtus Roma durchsetzen. Topscorer mit insgesamt 67 Punkten in den beiden Finalspielen für die siegreichen Mailänder war der spätere Welt- und Europameister Aleksandar „Saša“ Đorđević.
Durch einen Sieg im Endspiel gegen Stefanel Trieste krönte sich mit PAOK Thessaloniki in der Saison 1993/94 erstmals eine griechische Mannschaft zum Gewinner des Korać-Cup.

### 1994/95: Albas historischer Titelgewinn

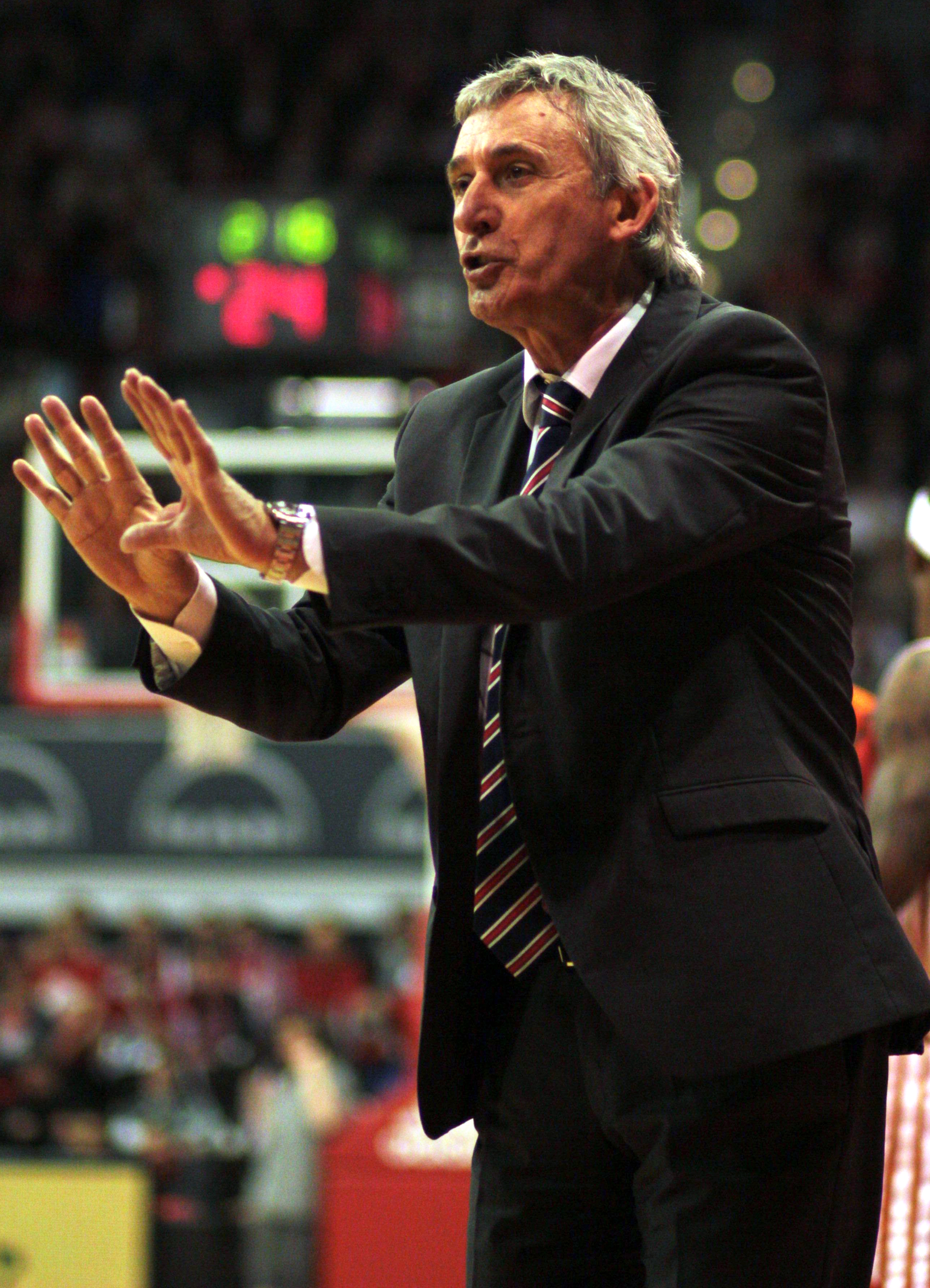
Svetislav Pešić (2013)

In der Spielzeit 1994/95 gewann Alba Berlin als erste deutsche Mannschaft den Korać-Cup und damit auch den ersten Europapokal im Basketball überhaupt. Im Hinspiel des Endspiels, in welches die Berliner als Außenseiter gegen Stefanel Milano gingen, trennten sich beide Mannschaften unentschieden. Im Rückspiel, welches in der Deutschlandhalle ausgetragen wurde, gewann Alba mit 85:79.
Bester Scorer im Endspiel wurde der Slowene Teoman Alibegović. Trainiert wurden die Berliner von Svetislav Pešić, der Deutschland zwei Jahre zuvor bereits zum Europameistertitel führte. Der Erfolg der Berliner wurde unter anderem als „zweiter Meilenstein in der Geschichte des deutschen Basketballs nach dem überraschenden Gewinn des EM-Titels der Nationalmannschaft 1993“ bewertet.
Bis heute gilt der Titelgewinn Albas als größter Erfolg einer deutschen Vereinsmannschaft auf internationaler Ebene. Zwar gewannen später nach der Einstellung des Korać-Cup andere deutsche Mannschaften in der FIBA EuroCup Challenge, der EuroChallenge und dem FIBA Europe Cup Titel, doch diese Wettbewerbe hatten bei weitem nicht den Stellenwert wie der Korać-Cup.

### 1995–2002: Die letzten Jahre und Einstellung
Ein Jahr später erreichte Albas Finalgegner Stefanel Milano erneut das Endspiel und musste sich erneut knapp geschlagen geben. Die Türken von Efes Pilsen hatten nach Hin- und Rückspiel insgesamt einen Punkt mehr erzielt und gewannen damit als erster türkischer Klub den Korać-Cup. Nach 1994 konnte sich in der Saison 1996/97 erneut eine Mannschaft aus Thessaloniki in die Siegerliste eintragen. Diesmal war dies aber nicht PAOK, sondern deren Rivale Aris, die im Finale Tofaş SK bezwingen konnten.
1997/98 war mit Mash Jeans Verona zum zehnten und letzten Mal eine italienische Mannschaft erfolgreich. Mit diesen ehn Titelgewinnen sowie 13 zweiten Plätzen ist Italien damit die erfolgreichste Nation in der Geschichte des Korać-Cup. Im Endspiel der Saison 1998/99 gelang dem FC Barcelona die größte Aufholjagd der Wettbewerbsgeschichte. Die Katalanen machten gegen Adecco Estudiantes einen Rückstand von 16 Punkten aus dem Hinspiel wett, gewannen das Rückspiel sogar mit 27 Punkten Unterschied und sicherten sich so den zweiten Titel.
Zur Jahrtausendwende konnte sich ein drittes Mal Limoges CSP zum Sieger krönen. 2000/01 holte Unicaja Málaga, ein Jahr zuvor noch im Finale erfolglos, den Titel.
Die letzte Austragung des Korać-Cup fand in der Saison 2001/02 statt und wurde von SLUC Nancy Basket gewonnen. Die Ligenvereinigung ULEB startete, nachdem sie ein Jahr zuvor bereits die EuroLeague gründete, den EuroCup. Daraufhin stellte die FIBA den Korać-Cup ein gründete ihrerseits mit der FIBA EuroCup Challenge einen neuen Europapokal.
Seit der Einstellung des Wettbewerbs wird in Serbien der nationale Vereinspokal als Radivoj Korać Cup ausgetragen. Die FIBA und der serbische Verband beschlossen im Jahr 2011 außerdem, dass der frühere Siegerpokal ab 2012 dem Gewinner dieses Pokal-Wettbewerbs übergeben wird.

## Bedeutung
Da die Spitzenteams der jeweiligen europäischen Basketball-Ligen im Europapokal der Landesmeister oder Europapokal der Pokalsieger spielten, war die sportliche Qualität schlechter als in den beiden anderen Wettbewerben. Daher war der Korać-Cup seit seiner Gründung und bis zur Einstellung im Jahr 2002 der drittbedeutendste Europapokal im Basketball. Der Wettbewerb war besonders bei Vereinen aus dem südöstlichen Teil Europas beliebt, da die Dichte guter Basketballmannschaften, die sich aber nicht für die beiden anderen Turniere qualifizieren konnten, dort sehr hoch war.

## Endspiele

### Liste aller Endspiele
| Saison  | Sieger                 | Finalist                      | Ergebnis      | Topscorer               |
| ------- | ---------------------- | ----------------------------- | ------------- | ----------------------- |
| 1972    | KK Lokomotiva Zagreb   | OKK Belgrad                   | 71:83 94:73   | Nikola Plećaš           |
| 1973    | Birra Forst Cantù      | Maes Pils Mechelen            | 106:750 85:94 | Bob Lienhard            |
| 1973/74 | Birra Forst Cantù      | KK Partizan Belgrad           | 99:86 75:68   | Dražen Dalipagić        |
| 1974/75 | Birra Forst Cantù      | FC Barcelona                  | 110:850 71:69 | Jesús Iradier           |
| 1975/76 | Jugoplastika Split     | Chinamartini Torino           | 97:84 82:82   | John Laing              |
| 1976/77 | Jugoplastika Split     | Alco Fortitudo Bologna        | 87:84         | Željko Jerkov           |
| 1977/78 | KK Partizan Belgrad    | KK Bosna Sarajevo             | 117:110 n. V. | Dražen Dalipagić        |
| 1978/79 | KK Partizan Belgrad    | AMG Sebastiani Rieti          | 108:98        | Dragan Kićanović        |
| 1979/80 | AMG Sebastiani Rieti   | KK Cibona Zagreb              | 76:71         | Lee Johnson             |
| 1980/81 | Joventut de Badalona   | Carrera Venezia Mestre        | 105:104 n. V. | Spencer Haywood         |
| 1981/82 | Limoges CSP            | KK Šibenka Šibenik            | 90:84         | Ed Murphy               |
| 1982/83 | Limoges CSP            | KK Šibenka Šibenik            | 94:86         | Ed Murphy               |
| 1983/84 | Élan Béarnais Orthez   | KK Roter Stern Belgrad        | 97:73         | John McCullough         |
| 1984/85 | Simac Milano           | Ciaocrem Pallacanestro Varese | 91:78         | Russ Schoene            |
| 1985/86 | Banco di Roma Virtus   | Mobilgirgi Juventus Caserta   | 84:78 73:72   | Leo Rautins             |
| 1986/87 | FC Barcelona           | Limoges CSP                   | 106:850 97:86 | Wallace Bryant          |
| 1987/88 | Real Madrid            | KK Cibona Zagreb              | 102:890 93:94 | Dražen Petrović         |
| 1988/89 | KK Partizan Belgrad    | Wiwa Vismara Cantù            | 76:89 101:820 | Vlade Divac             |
| 1989/90 | Joventut de Badalona   | Scavolini Victoria Libertas   | 99:98 96:86   | Darwin Cook Darren Daye |
| 1990/91 | Shampoo Clear Cantù    | Real Madrid                   | 73:71 95:93   | Pace Mannion            |
| 1991/92 | Messaggero Roma        | Victoria Libertas Pesaro      | 94:94 99:86   | Darren Daye             |
| 1992/93 | Philips Olimpia Milano | Pallacanestro Virtus Roma     | 95:90 106:910 | Aleksandar Đorđević     |
| 1993/94 | PAOK Thessaloniki      | Stefanel Trieste              | 75:66 100:910 | Walter Berry            |
| 1994/95 | Alba Berlin            | Stefanel Milano               | 87:87 85:79   | Teoman Alibegović       |
| 1995/96 | Efes Pilsen            | Stefanel Milano               | 76:68 70:77   | Petar Naumoski          |
| 1996/97 | Aris Thessaloniki      | Tofaş SK                      | 66:77 88:70   | José Ortiz              |
| 1997/98 | Mash Jeans Verona      | KK Roter Stern Belgrad        | 68:74 64:73   | / Mike Iuzzolino        |
| 1998/99 | FC Barcelona           | Adecco Estudiantes            | 77:93 97:70   | Aleksandar Đorđević     |
| 1999/00 | Limoges CSP            | Unicaja Málaga                | 80:58 51:60   | Marcus Brown            |
| 2000/01 | Unicaja Málaga         | KK Hemofarm                   | 77:47 71:69   | Danya Abrams            |
| 2001/02 | SLUC Nancy Basket      | Mineralnye Wody Kuban         | 98:72 74:95   | James Robinson          |

### Scoring-Bestwerte
| Rang | Spieler             | Klub                   | Punkte | Spiel             |
| ---- | ------------------- | ---------------------- | ------ | ----------------- |
| 1.   | Dražen Dalipagić    | KK Partizan Belgrad    | 48     | 1977/78           |
| 2.   | Dražen Petrović     | KK Cibona Zagreb       | 47     | Rückspiel 1987/88 |
| 3.   | Dragan Kićanović    | KK Partizan Belgrad    | 41     | 1978/79           |
| 4.   | Nikola Plećaš       | KK Lokomotiva Zagreb   | 40     | Rückspiel 1972    |
| 5.   | Aleksandar Đorđević | Philips Olimpia Milano | 38     | Rückspiel 1992/93 |
| 6.   | Antonello Riva      | Wiwa Vismara Cantù     | 36     | Rückspiel 1988/89 |
| 7.   | Pace Mannion        | Shampoo Clear Cantù    | 35     | Rückspiel 1990/91 |
| 7.   | Ed Murphy           | Limoges CSP            | 35     | 1981/82           |

## Statistiken

### Titelgewinner und Finalisten

#### Vereine
- Es wird der aktuelle Name des jeweiligen Vereins genannt.

| Rang | Klub                     | Siege | Zweiter |
| ---- | ------------------------ | ----- | ------- |
| 1.   | Pallacanestro Cantù      | 4     | 1       |
| 2.   | Limoges CSP              | 3     | 1       |
| 2.   | KK Partizan Belgrad      | 3     | 1       |
| 4.   | Olimpia Milano           | 2     | 2       |
| 5.   | Virtus Roma              | 2     | 1       |
| 5.   | FC Barcelona             | 2     | 1       |
| 7.   | KK Split                 | 2     | —       |
| 7.   | Joventut de Badalona     | 2     | —       |
| 9.   | KK Cibona Zagreb         | 1     | 2       |
| 10.  | AMG Sebastiani Rieti     | 1     | 1       |
| 10.  | Real Madrid              | 1     | 1       |
| 10.  | Unicaja Málaga           | 1     | 1       |
| 13.  | Alba Berlin              | 1     | —       |
| 13.  | SLUC Nancy Basket        | 1     | —       |
| 13.  | Élan Béarnais            | 1     | —       |
| 13.  | Aris Thessaloniki        | 1     | —       |
| 13.  | PAOK Thessaloniki        | 1     | —       |
| 13.  | Scaligera Basket Verona  | 1     | —       |
| 13.  | Anadolu Efes SK          | 1     | —       |
| 20.  | Victoria Libertas Pesaro | —     | 2       |
| 20.  | / KK Roter Stern Belgrad | —     | 2       |
| 20.  | KK Šibenik               | —     | 2       |
| 23.  | 14 weitere Vereine       | —     | 1       |

#### Nationen
| Rang | Land                           | Titel | Zweiter |
| ---- | ------------------------------ | ----- | ------- |
| 1.   | Italien                        | 100   | 130     |
| 2.   | Jugoslawien Serbien/Montenegro | 6     | 100     |
| 3.   | Spanien                        | 6     | 4       |
| 4.   | Frankreich                     | 5     | 1       |
| 5.   | Griechenland                   | 2     | —       |
| 6.   | Türkei                         | 1     | 1       |
| 7.   | Deutschland                    | 1     | —       |
| 8.   | Belgien                        | —     | 1       |
| 8.   | Russland                       | —     | 1       |

#### Trainer
| Rang | Trainer             | Verein             | Titel | Jahre                  |
| ---- | ------------------- | ------------------ | ----- | ---------------------- |
| 1.   | Arnaldo Taurisano   | Birra Forst Cantù  | 3     | 1973, 1973/74, 1974/75 |
| 2.   | Petar Skansi        | Jugoplastika Split | 2     | 1975/76, 1976/77       |
| 2.   | André Buffière      | Limoges CSP        | 2     | 1981/82, 1982/83       |
| 2.   | Aíto García Reneses | FC Barcelona       | 2     | 1986/87, 1998/99       |